# Лиллиефорс, Хьюберт
Хьюберт Уитмэн Лиллиефорс (англ. Hubert Whitman Lilliefors; 1928 — 23 февраля 2008 года, Бетесда, шт. Мериленд) — американский статистик, известный как автор критерия Лиллиефорса. В течение 39 лет (1962—2001) профессор статистики Университета Джорджа Вашингтона.
В 1964 году получил степень доктора философии в Университете Джорджа Вашингтона под руководством Соломона Куллбека.
Является одним из пионеров применения компьютерной техники в статистических расчётах. В конце 1960-х годов применил компьютер для расчёта распределения Лиллиефорса.
В августе 2009 года в Вашингтоне в его честь была проведена мемориальная сессия на ежегодной конференции Joint Statistical Meetings.